# Palazzo delle Assicurazioni Generali (Rom)

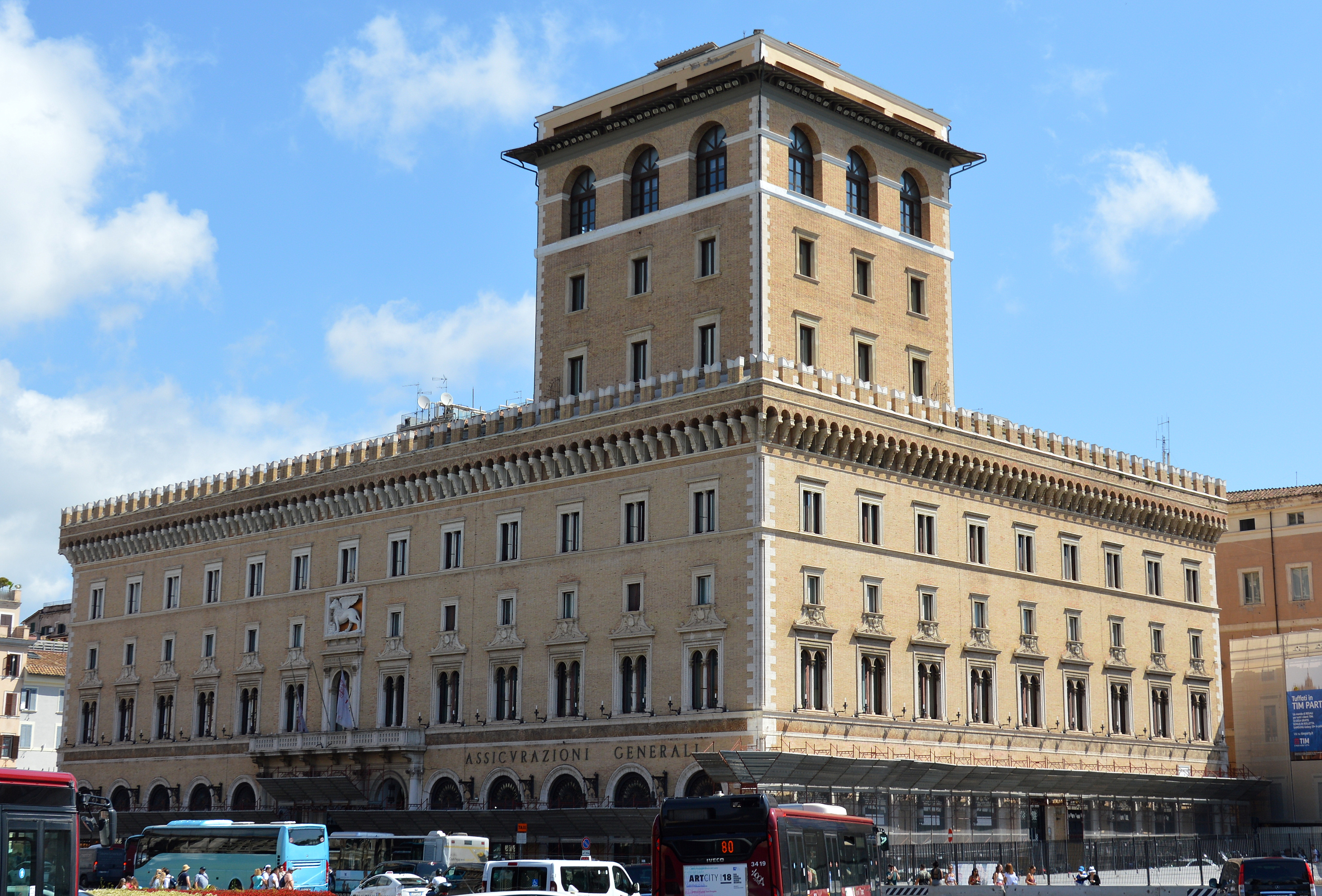
Palazzo delle Assicurazioni Generali

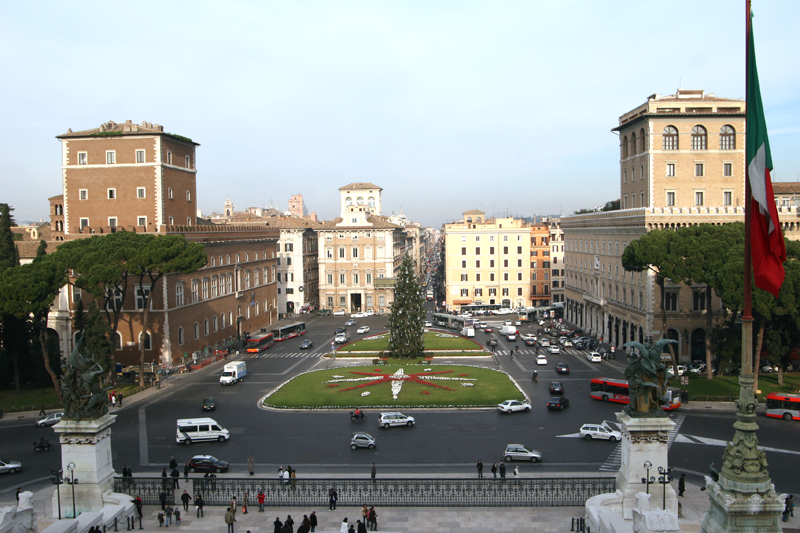
Piazza Venezia, links der Palazzo Venezia, rechts das Gebäude der Assicurazioni Generali, vorne der Treppenaufgang zum Monumento Vittorio Emanuele II.

Der Palazzo delle Assicurazioni Generali ist der Sitz der Niederlassung der Versicherung Assicurazioni Generali in der italienischen Hauptstadt Rom. Außerdem befindet sich im Gebäude das Museum Radicidelpresente.

## Lage
Sie befindet sich in der Innenstadt Roms im Rione Trevi auf der Ostseite der Piazza Venezia. Das Gebäude befindet sich in einer markanten Ecklage zur südlich angrenzenden Piazza della Madonna di Loreto.

## Architektur und Geschichte
Die Initiative zur Errichtung des Gebäudes an dem sehr repräsentativen Standort ging vom Direktor Marco Besso der Assicurazioni Generali aus. Als Architekt war Giuseppe Sacconi tätig. Am Standort befanden sich zuvor die bekannten Gebäude Palazzo Paracciani-Nepoti, Palazzo Frangipane-Vincenzi und Palazzo Torlonia. Nach dreijähriger Planung wurde der Bau am 23. Juli 1902 genehmigt. Das Grundstück wurde 1903 erworben. Bei den Gründungsarbeiten wurden Überreste einer Insula vom Ende des 2./Anfang des 3. Jahrhunderts gefunden. Dort gemachte Funde werden noch heute im Gebäude ausgestellt. Die Einweihung des Hauses erfolgte dann im Dezember 1906 anlässlich des 75. Firmenjubiläums der Versicherung. Die Ecksituation des Gebäudes wird durch einen wuchtigen Turm mit quadratischem Grundriss betont.
Der Bau steht im Zusammenhang mit der Neugestaltung der Piazza Venezia ab 1885. Bauform und Ausmaße des Palazzo delle Assicurazioni Generali entsprechen dem an der Westseite der Piazza gelegenen, wesentlich älteren Palazzo Venezia, wodurch baulich eine Symmetrie geschaffen wurde.